# Álvaro Mejía (futebolista)
Álvaro Mejía Pérez (Madri, 18 de janeiro de 1982) é um ex-futebolista profissional espanhol que atuava principalmente como zagueiro .

## Carreira profissional
Nascido em Madri, Mejía iniciou a carreira no Las Rozas CF. Ele se juntou ao Real Madrid em 1998, tendo posteriormente subido nas várias categorias de base.
Mejía entrou para o Real Madrid C na temporada 2001-02, mas mudou-se logo depois para o Real Madrid Castilla, sendo promovido para o time principal na temporada seguinte e fazendo sua estreia na La Liga em uma vitória em casa por 2 a 1 contra o Villarreal CF em 24 de janeiro de 2004.  Também participou das oitavas de final da Liga dos Campeões da UEFA em 3 de março (novamente jogando os 90 minutos) em uma vitória em casa por 1 a 0 sobre o Bayern de Munique. Em maio renovou seu contrato até 2010, e posteriormente foi utilizado em diferentes posições defensivas.
No ano seguinte, Mejía atuou em apenas oito partidas pelo clube em todas as competições, com 26 na liga nas duas temporadas seguintes. Seu único gol veio na derrota por 2 a 0 para o Real Betis em 29 de outubro de 2005, após um minuto de jogo, tendo entrado como substituto.
Em julho de 2007, Mejía se juntou ao recém-promovido Real Murcia com um contrato de validade de quatro anos e marcou na primeira rodada da liga em uma vitória em casa por 2 a 1 sobre o Real Zaragoza. Titular durante a maior parte da temporada, ele foi rebaixado para a Segunda Divisão com seu clube pela primeira vez na carreira.
Em 30 de julho de 2010, depois que o Murcia caiu para a Terceira Divisão, Mejía mudou-se para o AC Arles-Avignon na França, recém-promovido à Ligue 1, com um contrato válido por um ano. Em janeiro do ano seguinte, ele mudou de time – e de país – novamente, assinando com o clube turco Konyaspor.
Em 13 de julho de 2012, Mejía assinou um contrato de um ano com o Almería na Segunda Divisão, após ser aprovado no exame médico. Em 18 de junho de 2014, após uma temporada na Super Liga Grega com o Ergotelis, ele se juntou ao recém-promovido time da Qatar Stars League, Al Shahaniya.

## Conquistas
Real Madrid
- La Liga: 2006–07 [15]

Al Shahaniya
- Segunda Divisão do Catar: 2017–18 [15]